# Волошская улица
Воло́шская у́лица — улица в Подольском районе города Киева. Пролегает от Борисоглебской улицы до Оболонской улицы. Её пересекают улицы Ильинская, Григория Сковороды, Спасская, Хорива, Верхний Вал, Нижний Вал, Ярославская, Щекавицкая и Введенская. Протяжённость улицы 1300 м.

## История
Волошская улица — старинный подольский топоним. Улица с таким названием обозначена на городской карте XVIII века, хотя там её очертания отличаются от нынешних. Современная улица с таким названием проложена после сильного пожара, случившегося на Подоле в 1811 году.
Две версии происхождения названия не исключают друг друга, а, возможно, отображают наследуемость названия в связи с изменениями в городской среде. Согласно «Житию Владимира», на Подоле стоял идол скотьего бога Волоса, который по приказу князя-крестителя был утоплен в Почайне. На этом месте также существовала церковь св. Власия Севастийского, народная форма имени которого — Волос. Кроме того, в XVII—XVIII веках к северу от основной заселенной части Подола существовала волошская слобода, то есть поселение валахов. Её расположение соответствует очертаниям Волошской улицы на упомянутой выше карте.
Заливные луга («оболо́ни»), лежавшие на север от Подола, издавна служили киевлянам для выпаса скота. Об этом свидетельствует название Быдлогонная, которое, скорее всего, принадлежало Волошской улице.
Современный вид улицы определяется застройкой 50-х и 80-х годов XX века. Начальная часть улицы — преимущественно застройка XIX столетия.

## Важные учреждения
- Посольство Сербии на Украине (дом № 4)
- Ассоциация еврейских организаций и общин (Ваад) Украины (дом № 8/5)
- Британский совет и Институт имени Гёте (дом № 12)
- Санитарно-эпидемиологическая станция Подольского района (дом № 19)
- Библиотека Подольского района им. В. П. Некрасова (дом № 33)
- Подольское районное управление Пенсионного фонда Украины (дом № 36/38)
- Поликлиника № 3 Подольского района (дом № 47)
- СДЮШОР № 4 по акробатике, прыжкам на батуте и в воду (дом № 55/57)
- Спортивно-оздоровительный комплекс «Водник» (дом № 62)

## Транспорт
- Станция метро «Контрактовая площадь»
- Станция метро «Тараса Шевченко»

## Телефонная нумерация
417-.., 425-..

## Почтовый индекс
04070

## Географические координаты
Координаты начала 50°27′52″ с. ш. 30°31′26″ в. д.
Координаты конца
50°28′22″ с. ш. 30°30′37″ в. д.